# Чарльз, Кейла
Кейла Чарльз (англ. Kaila Charles; родилась 23 марта 1998 года, Вашингтон, Округ Колумбия, США) — американская профессиональная баскетболистка, которая выступает в команде женской национальной баскетбольной ассоциации «Голден Стэйт Валкириз». Она была выбрана на драфте ВНБА 2020 года во втором раунде под общим 23-м номером командой «Коннектикут Сан». Играет на позиции атакующего защитника и лёгкого форварда. Также защищает цвета венгерского клуба «ДВТК Мишкольц».

## Ранние годы
Кейла родилась 23 марта 1998 года в столице США, городе Вашингтон, в семье Уолтера и Руперты Чарльз, у неё есть старшие два брата, Даррон и Акил, и сестра, Афия, училась в соседнем городе Аппер-Марлборо в баптистской школе Ривердейл, в которой выступала за местную баскетбольную команду.